# Florián
Florián là một khu tự quản thuộc tỉnh Santander, Colombia. Thủ phủ của khu tự quản Florián đóng tại Florián Khu tự quản Florián có diện tích 191 ki lô mét vuông. Đến thời điểm ngày 28 tháng 5 năm 2005, khu tự quản Florián có dân số 5619 người.